# Персонетт, Джозеф
Джозеф Персонетт (англ. Joseph  A.  Personett; род. 24 января 1946, Пасадина, Калифорния) — американский военный, пилот North American OV-10 Bronco, награждённый Крестом ВВС США за выдающиеся заслуги во время Войны во Вьетнаме.

## Подвиг
16 и 17 сентября 1972 года Персонетт атаковал превосходящие силы противника, наступавшие на небольшую группу союзных сил на земле. В результате его действий враг вынужден был прекратить атаку, практически достигнув позиций, обороняемых американцами. Было уничтожено 265 солдат противника, 20 орудий и миномётов. Тяжело повреждённый огнём с земли самолёт Персонетта в итоге был сбит.

## Дальнейшая жизнь
Закончив активную службу в ВВС в 1976, Джозеф оставался в резерве до 1979 года.